# Ракитница (Владимирский район)
Ракитница (укр. Рокитниця) — село в Устилугской городской общине Владимирского района Волынской области Украины.
Население по переписи 2001 года составляет 187 человек. Почтовый индекс — 44732. Телефонный код — 3342. Занимает площадь 0,4 км².